# Dzianis Chramiankou
Dzianis Uładzimirawicz Chramiankou (biał. Дзяніс Уладзіміравіч Храмянкоў; ur. 10 lipca 1996) – białoruski zapaśnik walczący w stylu wolnym. Olimpijczyk z Tokio 2020, gdzie zajął dziewiąte miejsce w kategorii 125 kg. Jedenasty na mistrzostwach świata w 2023 roku. 
Brązowy medalista mistrzostw Europy w 2025. Trzeci w indywidualnym Pucharze Świata w 2020. Brązowy medalista wojskowych MŚ z 2018. Drugi na MŚ U-23 w 2017 i trzeci w 2019. Mistrz Europy U-23 w 2018 i trzeci w 2019. Wicemistrz świata juniorów w 2016 i trzeci w 2015. Trzecia na ME juniorów w 2015 roku.